# Burgruine Winzer
Die Burgruine Winzer, auch Burg Oberwinzer genannt, ist die freizugängliche Ruine einer Gipfelburg auf einem 347,6 m ü. NN hohen Hügel, dem sogenannten „Schlossberg“, über dem Markt Winzer im Landkreis Deggendorf in Niederbayern. Heute ist die Stelle als landschaftsprägendes Baudenkmal D-2-71-153-2 „Burgruine, Reste der Ring- und Zwingermauern mit zwei Turmstümpfen an Nord-, West- und Südseite sowie west- und ostseitige Mauerreste zum Markt, im Kern frühmittelalterliche Anlage, Rundbögen Restaurierung 19. Jahrhundert“, sowie als Bodendenkmal D-2-7244-0119 „untertägige mittelalterliche und neuzeitliche Befunde im Bereich der Burganlage mit zwei Abschnittsgräben, Siedlung der römischen Kaiserzeit“ vom Bayerischen Landesamt für Denkmalpflege erfasst.

## Geschichte
Der Ort Winzer wird bereits 1005 erstmals in einer Schenkungsurkunde erwähnt. Der Herzog von Bayern schenkte um 1009 den Besitz dem Bischof vom Bamberg, dessen Ministeriale während des 11. Jahrhunderts dann zum Schutz des Gebietes die Burg Winzer auf schon früher besiedeltem Gebiet erbaute und sich „Winzerer“ nannte. 1190 fand eine Erwähnung als Reichslehen statt. Die Winzerer wurden ab 1230 adelige Ritter, deren Geschlecht im Jahre 1324 ausstarb.
Von 1324 bis 1558 war die Burg im Besitz der Herren von Puchberg und 1558 bis 1603 im Besitz der Herren von Schwarzenberg. Otto Heinrich von Schwarzenberg, der unter allen Herren von Winzer der mächtigste und reichste Ritter war, ließ die Burg prächtig ausbauen. Nach 1603 ging der Besitz an Bayern.

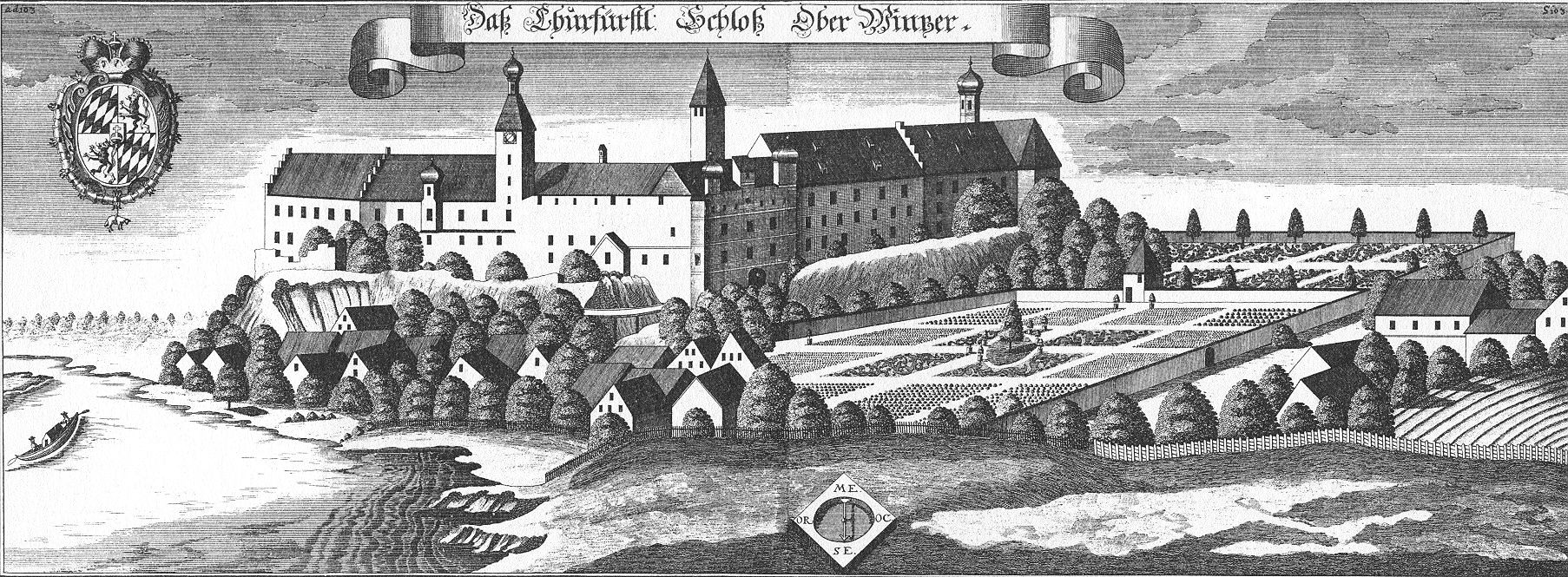
Schloss Oberwinzer nach einem Stich von Michael Wening von 1721

Am 1. November 1744 wurde die Burg während des Österreichischen Erbfolgekrieges von ungarischen Husaren unter der Führung des Pandurenführers Franz Freiherr von der Trenck gesprengt.
Im 19. Jahrhundert wurden die Reste der Burg als Steinbruch verwendet, später wurde die Ruine von König Ludwig I. unter Denkmalschutz gestellt.
Von der im Kern frühmittelalterlichen Burganlage mit Bergfried und doppeltem Bering sind noch bis etwa acht Meter hohe Mauerreste erhalten.